# Microcrambus flemingi
Microcrambus flemingi là một loài bướm đêm trong họ Crambidae.